# Новине србске
Српске новине (у некадашњој транскрипцији Новине србске и Србске новине) су биле прве новине у Кнежевини Србији. Појавиле су се 5. јануара (по новом календару 17. јануара 1834. године), под уредништвом Димитрија Давидовића у Крагујевцу, а наставиле у Београду, у време када је Србија почела да се изграђује као грађанско друштво. Новине су биле пре свега службени лист Кнежевине Србије (1834–1882), а потом и Краљевине Србије (1882–1918). Након Првог светског рата утопиле су се у Службене новине Краљевине Југославије.

## Новине
Појава штампе у Кнежевини Србији у тесној је вези са издвајањем грађанства као самосталне друштвене класе. Релативно миран развитак Србије после Другог српског устанка условио је бржи развој привреде - трговине и занатства - што је довело до формирања прве буржоазије. Настао је још један друштвени слој - чиновништво. И тако се, од трговаца, занатлија и чиновника, формирало градско становништво које се постепено али видно истицало својим економским, политичким, а нарочито културним интересима.
Новине су покренуте с циљем да шире просвету и културу, оне су по свом садржају биле, пре свега политички лист. Новине нису, по начину уређивања и техничком изгледу, заостајале за најбољим страним листовима оног времена. Излазиле су једном седмично, суботом, на два листа, а годишња претплата износила је два талира. Претплата се обављала у окружним судовима и новине су одатле слате претплатницима. Њихов уредник Димитрије Давидовић имао је вишегодишње новинарско искуство, и то у Бечу, европском центру; то је омогућило Давидовићу да испољи све своје новинарске и уредничке квалитете; Државна штампарија у којој су новине штампане, располагале је добром техником и имала је веште мајсторе, доведене из иностранства. Највише претплатника било је 1834. и 1835. године, до лета прве године излажења било је 600, касније се број претплатника повећавао.
Од 1835. године новине су излазиле у Београду. Године 1845. промениле су име у Србске новине, а 1869. у Српске новине. Првобитно недељник, новине су у периоду 1843—1849. излазиле два пута седмично, потом до краја 1872. три пута седмично, да би од 1873. постале дневник, осим у периоду Првог светског рата, када је било великих нередовности у излажењу. Осим у Крагујевцу и Београду, новине су штампане у Нишу (1914–1915), а затим на Крфу (1916–1918). Последњи број новина је изашао 15. фебруара 1919. године, тада су се утопиле у Службене новине Краљевине Срба, Хрвата и Словенаца.

### Службене новине Кнежевине и Краљевине Србије
| Назив новине                                        | Године излажења                   | Место излажења | Детаљи                                                                            |
| --------------------------------------------------- | --------------------------------- | -------------- | --------------------------------------------------------------------------------- |
| Новине србске                                       | 1834.                             | Крагујевац     |                                                                                   |
| Новине србске с височайшимъ дозоленемъ правителства | 1835–1843.                        | Београд        |                                                                                   |
| Србске новине                                       | 1844–1869.                        | Београд        | до 20. априла 1868. по старом правопису, а од 22. априла 1868. по новом правопису |
| Српске новине                                       | јануар 1870. – 31. децембар 1894. | Београд        |                                                                                   |
| Српске новине. Службени дневник Краљевине Србије    | јануар 1895. – 13. јул 1914.      | Београд        |                                                                                   |
| Српске новине. Службени дневник Краљевине Србије    | јул 1914. – 14. октобар 1915.     | Ниш            |                                                                                   |
| Српске новине. Службени дневник Краљевине Србије    | април 1916. – 13. новембар 1918.  | Крф            |                                                                                   |
| Српске новине. Службени дневник Краљевине Србије    | јануар 1919. – 15. фебр. 1919.    | Београд        | само осам бројева                                                                 |

### Крфски забавник
Током 1917. и 1918. године, као додатак Српских новина, на Крфу је излазио Крфски забавник. Уређивао га је Бранко Лазаревић, а редовни сарадници били су Тодор Манојловић, Драгољуб Филиповић и Светислав Стефановић.

## Уредници Српских новина
- Димитрије Давидовић, 1834—1835.
- Димитрије Исаиловић, 1835—1837.
- Владислав Стојадиновић, 1837—1841.
- Павле А. Поповић, 1841—1843.
- Милош Поповић, 1843—1860.
- Владимир Јовановић, 1860.
- Стојан Бошковић, 1860.
- Милован Глишић
- Лука Лазаревић, 1900.